# Komisariat Straży Celnej „Konradów”

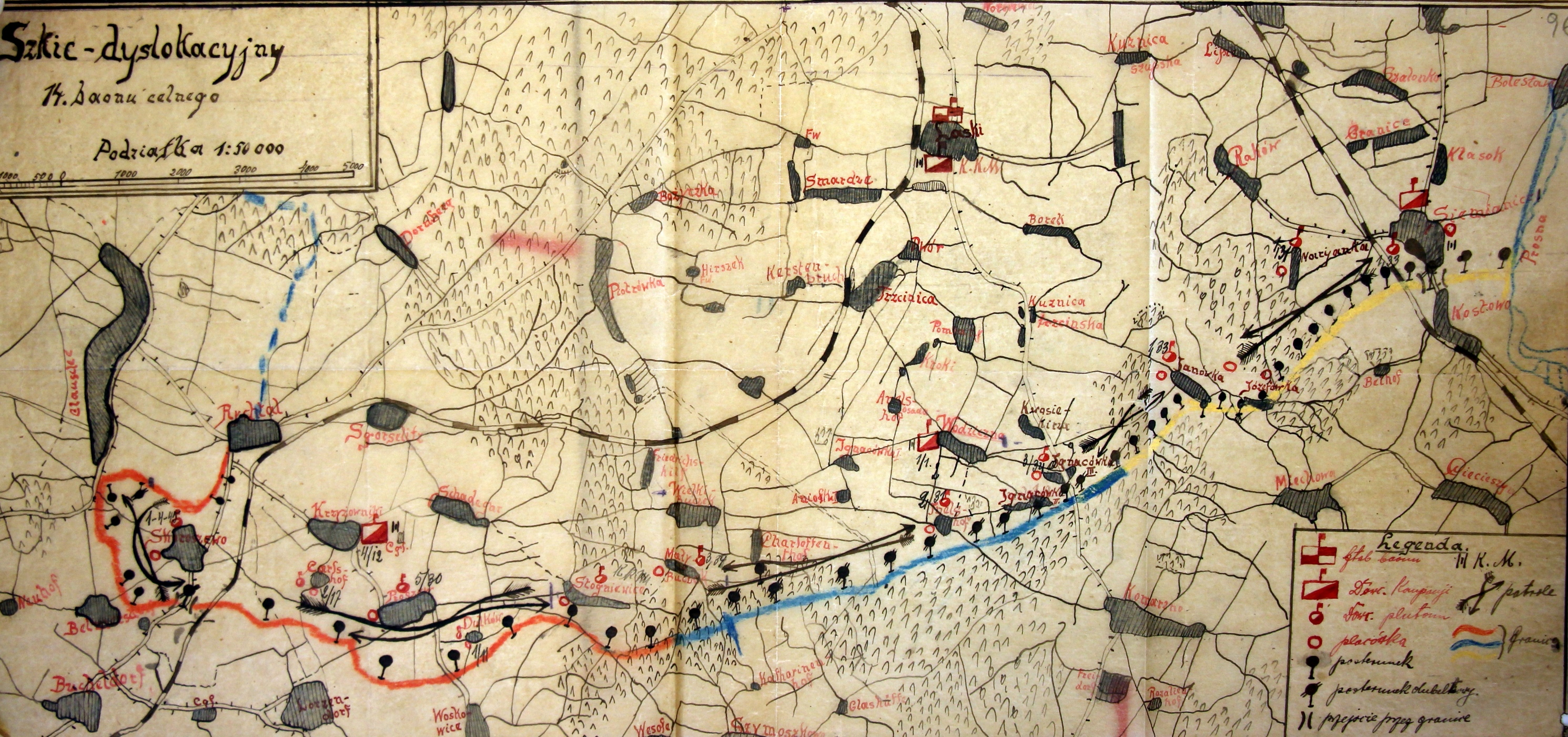
Rozmieszczenie 14 batalionu celnego

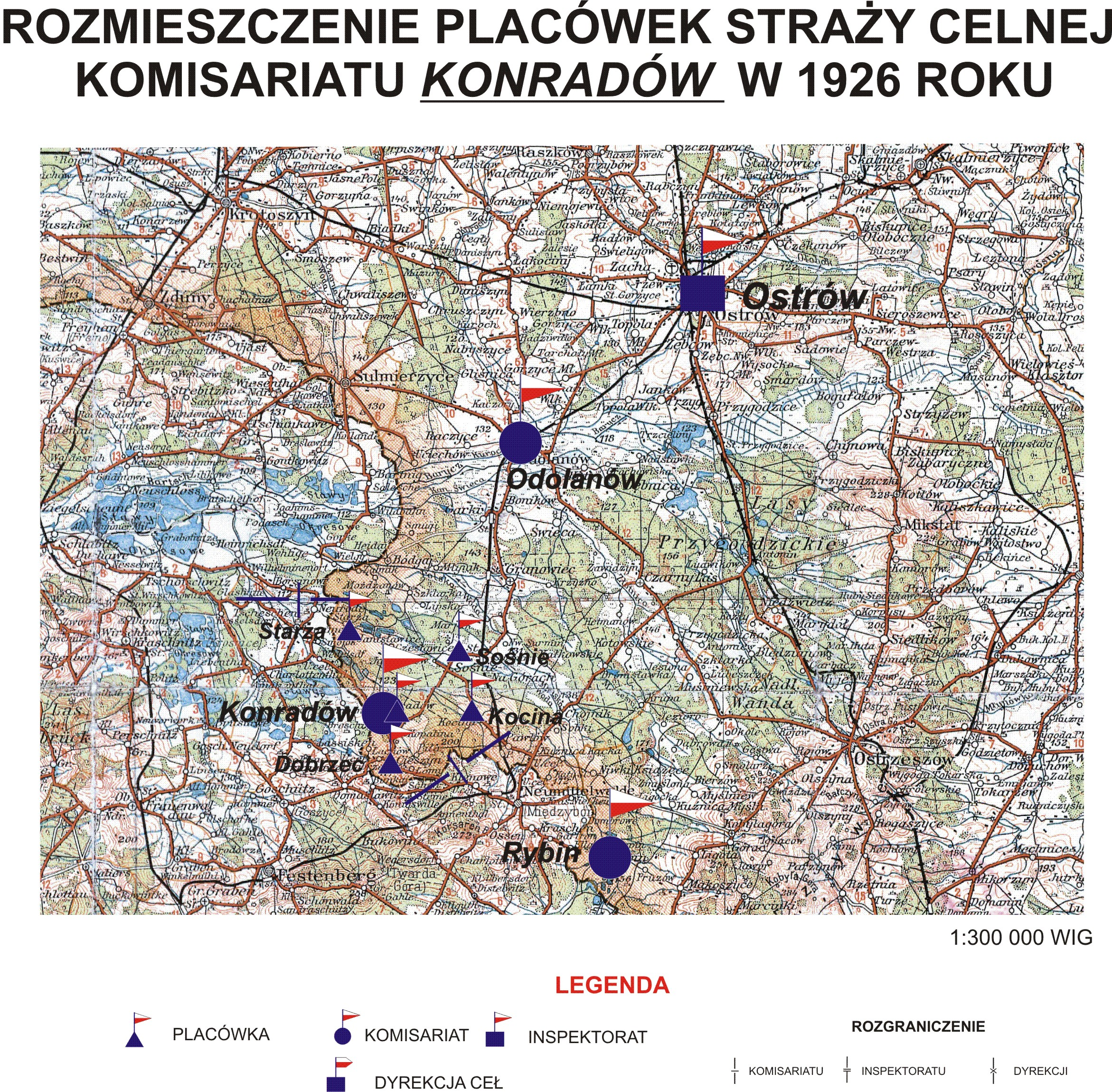
Rozmieszczenie placówek Straży Celnej Komisariatu Konradów

Komisariat Straży Celnej „Konradów” – jednostka organizacyjna Straży Celnej pełniąca służbę ochronną na granicy polsko-niemieckiej w latach 1921–1928.

## Formowanie i zmiany organizacyjne
Na wniosek Ministerstwa Skarbu, uchwałą z 10 marca 1920 roku, powołano do życia Straż Celną. Od połowy 1921 roku jednostki Straży Celnej rozpoczęły przejmowanie odcinków granicy od pododdziałów Batalionów Celnych. W 1921 roku w Konradowie, a potem w Cieszynie stacjonował sztab 2 kompanii 14 batalionu celnego. Kompania wystawiała między innymi placówkę w Konradowie. Proces tworzenia Straży Celnej trwał do końca 1922 roku. Komisariat Straży Celnej „Konradów”, wraz ze swoimi placówkami granicznymi, wszedł w podporządkowanie Inspektoratu Straży Celnej „Ostrów”.
W drugiej połowie 1927 roku przystąpiono do gruntownej reorganizacji Straży Celnej. W praktyce skutkowało to rozwiązaniem tej formacji granicznej. Rozporządzeniem Prezydenta Rzeczypospolitej Polskiej Ignacego Mościckiego z 22 marca 1928 roku w jej miejsce powoływano z dniem 2 kwietnia 1928 roku Straż Graniczną.
Rozkazem nr 3 z 25 kwietnia 1928 roku w sprawie organizacji Wielkopolskiego Inspektoratu Okręgowego dowódca Straży Granicznej gen. bryg. Stefan Pasławski powołał komisariat Straży Granicznej „Sośnie”, który przejął ochronę granicy od rozwiązywanego komisariatu Straży Celnej.

## Służba graniczna
Sąsiednie komisariaty
- komisariat Straży Celnej „Odolanów”  ⇔ komisariat Straży Celnej „Rybin” − 1926

## Funkcjonariusze komisariatu
Obsada personalna w 1926:
- kierownik komisariatu – komisarz Józef Nawrot
- pomocnik kierownika komisariatu – starszy przodownik Antoni Staniszewski

## Struktura organizacyjna
Organizacja komisariatu w 1926 roku:
- komenda – Konradów
- placówka Straży Celnej „Kocina”
- placówka Straży Celnej „Sośnie” (Sośnia[10])
- placówka Straży Celnej „Konradów”
- placówka Straży Celnej „Starza”
- placówka Straży Celnej „Dobrzec”